# Deathwatch (cómic)
Deathwatch es un personaje que aparece en los cómics estadounidenses publicados por Marvel Comics. Suele representarse como un supervillano demoníaco y enemigo del tercer Ghost Rider, Danny Ketch.

## Historial de publicaciones
Deathwatch apareció por primera vez en Ghost Rider vol. 3 #1 y fue creado por Howard Mackie y Javier Saltares. Ha aparecido o ha sido mencionado en The New Avengers, Siege, la serie de Thor de 2007, Web of Spider-Man, Two Brothers: A Ghost Rider Family Road Trip, Infamous Iron Man y la serie The Invincible Iron Man.

## Biografía ficticia
Deathwatch es un Translord de una dimensión demoníaca desconocida. Haciéndose pasar por un jefe criminal en el mundo real como Stephen Lords, Deathwatch planeó destruir la ciudad de Nueva York a través de una toxina venenosa. Después de que una pandilla juvenil llamada Cypress Hill Jokers robara sin saberlo los botes que contenían la biotoxina, Deathwatch disputó con Kingpin por los botes y puso a Blackout contra el nuevo Ghost Rider.Deathwatch y Blackout atacaron la estación de policía del Precinto 75 y robaron los botes de biotoxina. Ellos también secuestraron a Paulie Stratton y sus compañeros Cypress Hill Jokers, luchando contra los hombres de Kingpin.El instigó un conflicto entre Ghost Rider y Snowblind, y se reveló que había puesto a Linda Wei y HEART contra Ghost Rider.Él envió ninjas para atraer a Ghost Rider a una trampa y destruyó un edificio de oficinas en un intento de matar a Ghost Rider.El junto con sus asociados Hag y Troll, Deathwatch asesinó a Snowblind y luchó contra Ghost Rider, quien mató a Deathwatch en batalla.
Al convertirse en enemigo personal del héroe, Deathwatch empleó a varios asesinos, incluyendo innumerables Engendros de la Muerte, todos ellos del mundo demoníaco. Tras morir a manos de Ghost Rider por primera vez, él fue reanimado por los Engendros de la Muerte, Hag y Troll. Sin embargo, él fue capturado junto con Hag y Troll por Ghost Rider, Johnny Blaze y Spider-Man.Junto con Hag y Troll, él fue capturado por Steel Wind y Steel Vengeance,y los tres villanos fueron entregados a Centurious.
Centurious resucitó por completo a Deathwatch para ayudarlo a robar la cadena de Ghost Rider. Durante su batalla con Ghost Rider, Deathwatch reveló que su intención original (retro) durante los eventos relacionados con los contenedores venenosos era obtener el medallón de poder de Ghost Rider. El fue derrotado fácilmente por el poder combinado de Ghost Rider y Johnny Blaze.
Deathwatch apareció más tarde, vivo y coleando, como prisionero en La Balsa.
The Hood lo contrató como parte de su organización criminal para aprovechar la división en la comunidad de superhéroes causada por la Ley de Registro de Superhumanos. El les ayudó a luchar contra los Nuevos Vengadores, pero fue derrotado por el Doctor Strange.En Invasión secreta, él es uno de los muchos supervillanos que se reincorporaron al sindicato criminal de Hood y atacaron a una fuerza invasora de Skrulls.Más tarde él fue visto durante un ataque a los Nuevos Vengadores.
Deathwatch fue visto durante el Asedio de Asgard como parte del sindicato del crimen de Hood.
Durante la historia de Fear Itself, Deathwatch y Blackout ayudaron a Sin (en la forma de Skadi) a atacar Dayton, Ohio. Como Johnny Blaze ya no era Ghost Rider, un hombre llamado Adam realizó un ritual en una pirámide de Nicaragua en el que una de sus seguidoras, una mujer llamada Alejandra, se convirtió en la nueva Ghost Rider, quien logró derrotar a Deathwatch y Blackout.
Durante el arco de "La búsqueda de Tony Stark", Deathwatch se reincorporó a la banda de Hood y ayudó en el ataque al Castillo Doom.

## Poderes y habilidades
Deathwatch es originario de una dimensión demoníaca alienígena, por lo que al menos algunos de sus poderes sobrehumanos provienen de su herencia no humana. Deathwatch tiene la capacidad de absorber la vida de otra criatura que experimenta dolor o muerte, y mejorar su propia salud, fuerza, resistencia, agilidad y reflejos. Tiene la capacidad de penetrar físicamente el cuerpo de una víctima y descomponer sus órganos internos sin causar una herida superficial. También tiene la capacidad de absorber y acceder a la memoria a corto plazo de una víctima penetrando físicamente su cerebro con los dedos, y la capacidad de experimentar oleadas de placer físico y emocional ante la proximidad de la muerte.
Deathwatch es un ninja habilidoso, muy competente en el combate cuerpo a cuerpo acrobático y un estrangulador experimentado. Es un experto en planificación y estrategia, además de un hábil acróbata. El emplea una amplia gama de guerreros, incluyendo el líder de su propia asociación criminal y un grupo de guerreros ninja. El suele llevar un traje de tela elástica sintética forrada con kevlar.

## En otros medios

### Videojuegos
- Deathwatch aparece en el videojuego Ghost Rider, con la voz de Lex Lang.[18]